# Georges Pasteur
Pour les articles homonymes, voir Pasteur.
Georges Pasteur, né le 26 février 1930 à Paris et mort le 21 décembre 2015 à Montpellier, est un biologiste français. 

## Biographie

### Carrière scientifique
Les contributions de Georges Pasteur portent sur la zoologie, plus particulièrement l'herpétologie et l'ornithologie, sur la génétique, notamment la génétique des populations, l'évolution, le mimétisme et la cytogénétique, sur la systématique,,.

### Vie familiale
En secondes noces, Georges Pasteur se marie le 25 août 1965 avec la généticienne Nicole Mercier.
En 1991, le couple est lauréat du prix Charles-Bocquet décerné par la Société zoologique de France pour des travaux en biologie de l'évolution.

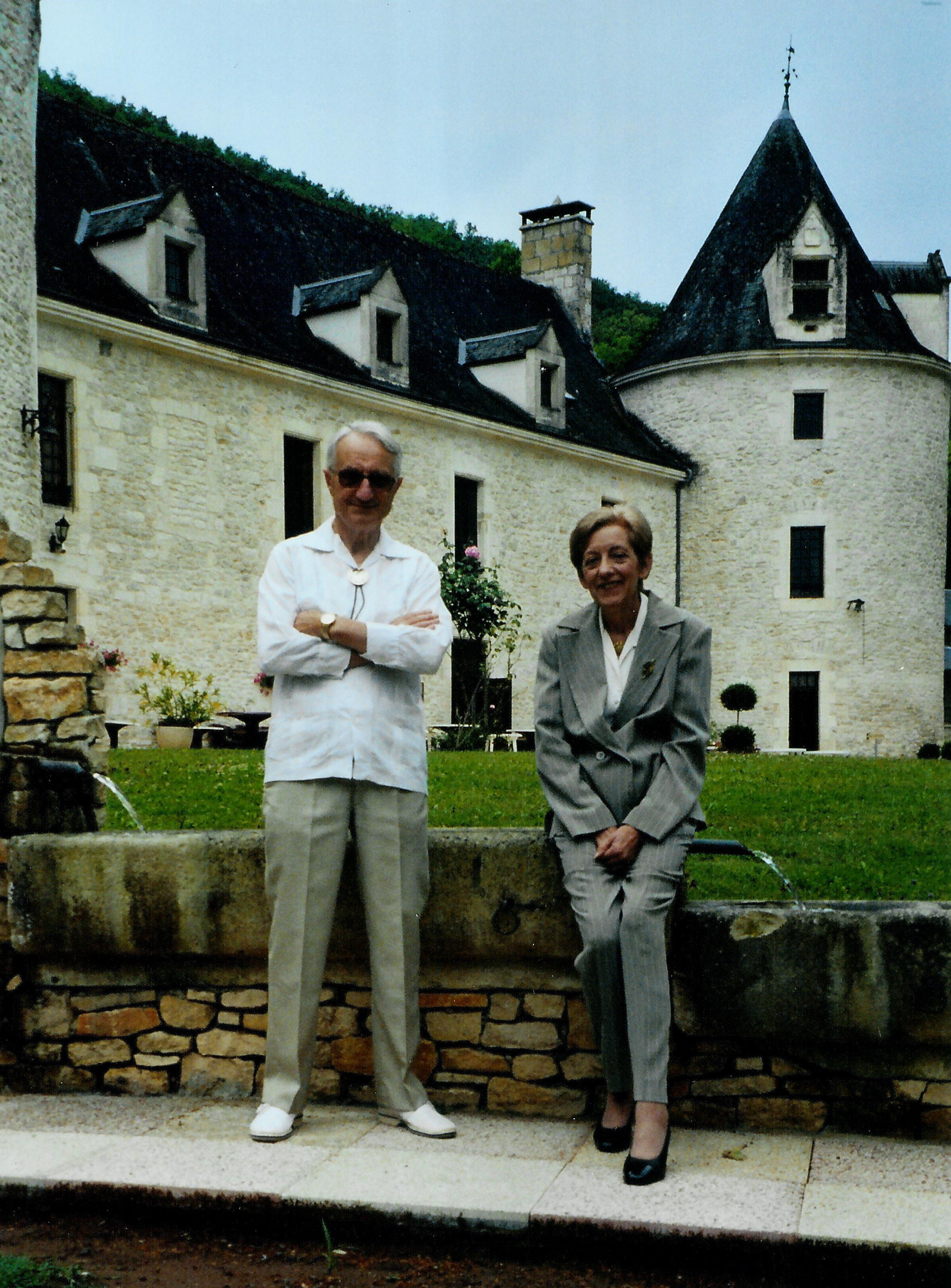
Georges et Nicole Pasteur le 18 juillet 2004.

## Œuvre

### Publications

#### Ouvrages de vulgarisation
- Le Mimétisme, Que sais-je ?, Presses universitaires de France, 1972.
- Biologie et Mimétismes, Nathan, 1995. Prix Jacques-Lacroix 1996 de l'Académie française.

#### Publications scientifiques
- Georges Pasteur, « Examen critique d'un récent ouvrage de George G. Simpson ; Une mise au point : Taxinomie et Taxionomie », Mammalia, Walter de Gruyter GmbH, vol. 26, no 2,‎ 1962, p. 280-287 (ISSN 0025-1461, DOI 10.1515/mamm.1962.26.2.280, résumé).
- (en) Georges Pasteur, « The Proper Spelling of Taxonomy », Systematic Zoology, vol. 25, no 2,‎ 1976, p. 192-193 (ISSN 0039-7989, DOI 10.2307/2412746).

### Taxons nommés en son honneur
- Mesalina pasteuri Bons, 1960[7]
- Phelsuma pasteuri Meier, 1984[8]

### Taxons décrits (dans leur statut actuel)
GEKKONIDAE
- ┼Lygodactylus antiquus Pasteur, 1995a [ambre fossile]
- Lygodactylus arnoulti Pasteur, 1965
- Lygodactylus bernardi bonsi Pasteur, 1962a
- Lygodactylus blancae Pasteur, 1995
- Lygodactylus blanci Pasteur, 1967
- Lygodactylus broadleyi Pasteur, 1995
- Lygodactylus expectatus Pasteur & Blanc, 1967
- Lygodactylus grandisonae Pasteur, 1962
- Lygodactylus gravis Pasteur, 1965
- Lygodactylus guibei Pasteur, 1965
- Lygodactylus howelli Pasteur & Broadley, 1988
- Lygodactylus inexpectatus Pasteur, 1965
- Lygodactylus intermedius Pasteur, 1995
- Lygodactylus kimhowelli Pasteur, 1995
- Lygodactylus klemmeri Pasteur, 1965
- Lygodactylus laterimaculatus Pasteur, 1964
- Lygodactylus luteopicturatus Pasteur, 1964
- Lygodactylus madagascariensis petteri Pasteur & Blanc, 1967
- Lygodactylus mirabilis Pasteur, 1962
- Lygodactylus montanus Pasteur, 1965
- Lygodactylus ornatus Pasteur, 1965
- Lygodactylus pauliani Pasteur & Blanc, 1991
- Lygodactylus rarus Pasteur & Blanc, 1973
- Lygodactylus scheffleri compositus Pasteur, 1964a
- Lygodactylus scheffleri ulugurensis Pasteur, 1964a
- Lygodactylus scorteccii Pasteur, 1959
- Lygodactylus somalicus battersbyi Pasteur, 1962a
- ┼ Lygodactylus succinarius Pasteur, 1995a [ambre fossile]
- Lygodactylus thomensis delicatus Pasteur, 1962a
- Lygodactylus thomensis wermuthi Pasteur, 1962a

SCINCIDAE
- Chalcides lanzai Pasteur, 1967
- Chalcides levitoni Pasteur, 1978
- Pygomeles petteri Pasteur & Paulian, 1962

SPHAERODACTYLIDAE
- Saurodactylus brosseti Bons & Pasteur, 1957

PELOBATIDAE
- Pelobates varaldii Pasteur & Bons, 1959

ALYTIDAE
- Alytes maurus Pasteur & Bons, 1962